# Route nationale 429
Pour les articles homonymes, voir Route 429.
La route nationale 429, ou RN 429, est une ancienne route nationale française reliant Meuse à Mattaincourt.
À la suite de la réforme de 1972, la RN 429 a été déclassée en RD 429.

## Tracé

### De Meuse à Dombrot-le-Sec
- Meuse (km 0)
- Maulain (km 4)
- Fresnoy-en-Bassigny (km 10)
- Lamarche (km 20)
- Martigny-les-Bains (km 26)
- Dombrot-le-Sec (km 34)

La route faisait ensuite tronc commun avec la RN 64 jusqu'à Contrexéville.

### De Contrexéville à Mattaincourt
- Contrexéville (km 39)
- Vittel (km 44)
- Haréville (km 49)
- Remoncourt (km 53)
- Hymont (km 62)
- Mattaincourt où elle rejoignait la RN 66. (km 63)